# Nyctiophylax traunensis
Nyctiophylax traunensis là một loài Trichoptera trong họ Polycentropodidae. Chúng phân bố ở miền Australasia.